# Electro-Voice
Electro-Voice — производитель профессионального звукоусилительного оборудования: усилители, акустические системы, микрофоны и контроллеры. Является подразделением Bosch Communications Systems. Технические решения Electro-Voice применяются в клубах, студиях звукозаписи, торговых и развлекательных центрах, при озвучивании стадионов, концертных залов и площадок, концертных туров, кинотеатров.

## История
В сентябре 1927 года Лу Буррафс (Lou Burroughs) и Аль Кан (Al Kahn) организовали в штате Индиана (г. Саут Бэнд) бизнес по обслуживанию радиоприемников. Коммерческая деятельность шла успешно и скоро у них был самый популярный сервисный центр в городе. Однако экономическая депрессия свела их усилия на нет, и для того, чтобы рассчитаться с кредиторами бизнесмены решили заняться аудиотехникой. Так, 1 июня 1930 года была зарегистрирована компания Electro-Voice.
Буррафс и Кан посчитали перспективным направление по производству микрофонов — модели того времени были дорогими и некачественными. Они приобрели необходимое оборудование и стали производить микрофоны — один за неделю.
Вскоре после этого Буррафс ушёл из этого бизнеса, оставив компанию Кану. К 1933 году долги были полностью возвращены. Теперь, без долгов, Electro-Voice могла нанимать специалистов. И в 1936 году здесь работали 20 человек, и Буррафс вернулся в качестве главного инженера. Так, компания Electro-Voice вышла на рынок звукового оборудования.
В 1946 году компания переехала в большее помещение и начала инженерные исследования в области звука. В 1948 году успешно организовала производство звукоснимателей (англ. phonograph pick-up cartridges). В 1950 году стартовало производство первых автоматических ТВ-трансляторов (англ. TV booster), которые стали пользоваться популярностью. Также была
запущена линия по производству громкоговорителей.
Сегодня Electro-Voice входит в состав компании Bosch Communications Systems, и является частью ассоциации брендов, направленных на обеспечение комплексных решений озвучивания и систем безопасности от одного производителя. Такие продукты, как NetMax и IRIS-Net, обеспечивают исключительную гибкость и централизованный контроль над различными системами (аудио, видео, системы охранной сигнализации, обеспечения жизнедеятельности и другие).
Источник: www.electro-voice.com